# Vimmerby kommun
Vimmerby kommun er en kommune i Kalmar län i Sverige. Kommunen ligger i den nordlige del af länet og har takket være forlystelsesparken Astrid Lindgrens Värld en stor turistindustri, der årligt tiltrækker hundredtusindvis af besøgende.
Kommunen grænser op til kommunerne Västervik, Oskarshamn og Hultsfred i Kalmar län, samt Eksjö i Jönköpings län, Ydre og Kinda i Östergötlands län.

## Historie
Ved Kommunalreformen i 1952 blev følgende landkommuner dannet: Sevede (fra kommunerne Frödinge, Rumskulla, Pelarne og Vimmerby), Södra Vi (Djursdala og Södra Vi), Tuna (Tuna) og Locknevi (Blackstad og Locknevi). Vimmerby by forblev uændret. Den 1. januar 1971 blev Vimmerby kommun dannet ved sammenlægning af byen med landkommunerne Sevede, Södra Vi og Tuna samt Locknevi församling (sogn) fra den opløste Locknevi landkommune.

## Byområder
Der er seks byområder i Vimmerby kommun.
I tabellen vises byområderne i størrelsesorden pr. 31. december 2005. Hovedbyen er markeret med fed skrift. 
| # | Byområde   | Befolkning |
| - | ---------- | ---------- |
| 1 | Vimmerby   | 7.827      |
| 2 | Södra Vi   | 1.197      |
| 3 | Storebro   | 977        |
| 4 | Gullringen | 560        |
| 5 | Frödinge   | 364        |
| 6 | Tuna       | 249        |